# Hubbardia idria
Espèce
Hubbardia idria est une espèce de schizomides de la famille des Hubbardiidae.

## Distribution
Cette espèce est endémique de Californie aux États-Unis,. Elle se rencontre dans le comté de San Benito.

## Description
Le mâle holotype mesure 4,34 mm.

## Étymologie
Son nom d'espèce lui a été donné en référence au lieu de sa découverte, Idria.

## Publication originale
- Reddell & Cokendolpher, 1991 : Redescription of Schizomus crassicaudatus (Pickard-Cambridge) and diagnoses of Hubbardia Cook, Stenochrus Chamberlin, and Sotanostenochrus new genus, with description of a new species of Hubbardia from California (Arachnida: Schizomida: Hubbardiidae). Pearce-Sellards Series Texas Memorial Museum, vol. 47, p. 1-24  (texte intégral).